# Love Is Mine
Love Is Mine è un singolo della cantante bulgara Andrea pubblicato il 30 maggio 2016.

## Video musicale
Il videoclip è stato girato ad Hollywood.